# Kokorico
De Kokorico is een Belgische discotheek die gelegen is in Lievegem (N9, de weg tussen Gent en Eeklo).

## Geschiedenis
Het gebouw kent een lange geschiedenis als uitgaansgelegenheid en was vroeger gekend als Venus, daarna Bolero en gedurende korte tijd als Goodies. Na een periode van leegstand werd de locatie grondig verbouwd, een vliegtuig werd geplaatst en een restaurant bijgebouwd. In de loop van september 1995 heropende het als Kokorico. De inrichting had een kenmerkende vliegtuigstijl en bestond oorspronkelijk uit één zaal.
In 2002 werden achter het oorspronkelijke gebouw twee zalen bijgebouwd en werd de hoofdzaal vergroot.

## Heden
De Kokorico telt drie zalen en een restaurant. De muziekstijl is hoofdzakelijk dance en rnb. Kenmerkend zijn het hoogtechnologische draaiende lichtplafond, de twee zwembaden, beweegbare dansliften, verdwijnbare muren en tal van speciale effecten.

## Vliegtuig
Sinds 1995 staat de Vickers V.813 Viscount (c/n 350) als blikvanger opgesteld naast de Kokorico. De Viscount draagt de registratie G-AZNA en op de neus staat de naam "Viscount Banjul". Het vliegtuig vloog voor de eerste maal op 7 december 1958 in Hampshire, Engeland. Na een lange carrière, onder meer bij British Midland Airways, werd de Vickers Viscount op 15 september 1992 definitief uit gebruik genomen en via wegtransport naar België overgebracht.